# Colorado 14ers 2008-2009
La stagione 2008-09 dei Colorado 14ers fu la 3ª nella NBA D-League per la franchigia.
I Colorado 14ers vinsero la Southwest Division con un record di 34-16. Nei play-off vinsero il quarto di finale con gli Erie BayHawks (1-0), la semifinale con gli Austin Toros (1-0), vincendo poi il titolo battendo in finale gli Utah Flash (2-0).

## Roster
| N° | Naz.                   | Ruolo | Sportivo            | Anno | Alt. | Peso |
| -- | ---------------------- | ----- | ------------------- | ---- | ---- | ---- |
| 00 | Stati Uniti (bandiera) | A     | Julian Sensley      | 1982 | 206  | 102  |
| 00 | Stati Uniti (bandiera) | A     | Sean Williams       | 1986 | 208  | 107  |
| 10 | Stati Uniti (bandiera) | G     | Eddie Gill          | 1978 | 183  | 86   |
| 11 | Stati Uniti (bandiera) | G     | Lamar Butler        | 1983 | 188  | 86   |
| 12 | Stati Uniti (bandiera) | G     | Billy Thomas        | 1975 | 193  | 94   |
| 12 | Stati Uniti (bandiera) | G     | Marlon Parmer       | 1980 | 188  | 86   |
| 14 | Stati Uniti (bandiera) | G     | John Lucas          | 1982 | 180  | 75   |
| 17 | Stati Uniti (bandiera) | G     | Vernon Hamilton     | 1984 | 185  | 86   |
| 18 | Stati Uniti (bandiera) | G     | Sonny Weems         | 1986 | 198  | 92   |
| 19 | Stati Uniti (bandiera) | G     | Dominique Coleman   | 1984 | 191  | 86   |
| 21 | Stati Uniti (bandiera) | A     | Joe Dabbert         | 1981 | 208  | 116  |
| 22 | Stati Uniti (bandiera) | A     | Josh Davis          | 1980 | 203  | 107  |
| 23 | Stati Uniti (bandiera) | A     | Trey Gilder         | 1985 | 206  | 84   |
| 32 | Stati Uniti (bandiera) | G     | Eric Osmundson      | 1983 | 196  | 91   |
| 33 | Stati Uniti (bandiera) | A     | Jamar Brown         | 1980 | 206  | 104  |
| 34 | Stati Uniti (bandiera) | G     | Damien Lolar        | 1984 | 193  | 98   |
| 42 | Stati Uniti (bandiera) | A     | James Maye          | 1981 | 201  | 95   |
| 50 | Stati Uniti (bandiera) | C     | Kentrell Gransberry | 1985 | 206  | 122  |
| 50 | Senegal (bandiera)     | C     | Cheikh Samb         | 1984 | 216  | 111  |

## Staff tecnico
- Allenatore: Bob MacKinnon
- Vice-allenatori: Casey Owens, Robert Campbell
- Preparatore atletico: Mia Del Hierro